# Feliks Świeżawski
Feliks (Szczęsny) Świeżawski herbu Paprzyca – sędzia ziemski bełski w latach 1765–1775, podsędek bełski w latach 1761–1765, skarbnik bełski w latach 1748–1761, marszałek sejmiku przedsejmowego województwa bełskiego w 1758 roku, marszałek sejmiku deputackiego województwa bełskiego w 1752 roku.
W 1764 roku był elektorem Stanisława Augusta Poniatowskiego z województwa bełskiego.